# Lars Andersson
Lars Andersson (Karlskoga, Örebro, Suecia; 23 de marzo de 1954) es un escritor sueco.

## Trayectoria
Andersson hizo su debut literario en 1974 con la novela Brandlyra. Su siguiente novela fue Vi lever våra spel (1976), y en 1977 publicó la colección de cuentos Gleipner. Su novela Snöljus, aparecida en 1979, apareció primero por entregas en la prensa sueca. Entre sus ensayos se incluyen Försöksgrupp (1980), Skuggbilderna (1995), y Fylgja – Resor och essäer (2004). En 1985 publicó la colección de poemas Lommen lyfter, y más tarde publicó una nueva colección de poemas con el título de Motgift (2001).
También ha sido crítico literario de los periódicos Dagens Nyheter, Aftonbladet y Expressen.

## Premios
Fue galardonado con el premio Dobloug en 2020.